# سازمان بین‌المللی استانداردسازی
سازمان بین‌المللی استانداردسازی (به انگلیسی: The International Organization for Standardization) (به فرانسوی: Organisation internationale de normalisation) که معمولاً به نام ایزو (به انگلیسی: ISO) شناخته می‌شود، مؤسسه بین‌المللی تعیین استاندارد متشکل از نمایندگان موسسات استانداردسازی ملی است. این سازمان غیردولتی در سطح وسیع به وضع استانداردهای کلی و جزئی برای هماهنگ‌کردن استانداردهای متفاوت جهانی می‌پردازد. در عمل ایزو به صورت یک کنسرسیوم با ارتباطات قوی با دولت‌ها فعالیت می‌کند. این مؤسسه انواع استانداردهای تجاری و صنعتی جهانی را تعیین می‌نماید. مرکز ایزو در ژنو سویس قرار دارد.
ایزو کار رسمی خود را از تاریخ بیست و سوم فوریه ۱۹۴۷ آغاز کرده است. این سازمان به ترویج جهانی استانداردهای اقتصادی و صنعتی می‌پردازد تا مبادلات صنایع و فنون مختلف را در یک راستا هماهنگ کند.
سازمان بین‌المللی استانداردسازی، باآنکه یک سازمان غیردولتی است، به‌دلیل این که استانداردهای این مؤسسه تبدیل به قوانین می‌گردد از بیشتر سازمان‌های غیردولتی قدرتمندتر است. امروزه نزدیک به ۱۶۴ کشور در این سازمان به عضویت درآمده‌اند که ایران نیز یکی از آنهاست.

## نام و اختصار
لوگوهای سازمان در دو زبان، انگلیسی و فرانسوی، شامل حروف ISO (تلفظ می‌شود راهنما:الفبای آوانگاری بین‌المللی انگلیسی) است و معمولاً با این حروف به آن اشاره می‌گردد. با این وجود این حروف اختصار نام کامل آن در هیچ‌یک از این دو زبان نیست. نام این مؤسسه از کلمه یونانی (ἴσος (isos به معنای برابری گرفته شده است. با توجه به اینکه مؤسس این سازمان متوجه گشت که حروف مخفف این سازمان در زبان‌های مختلف با یکدیگر یکسان نیست ISO را به عنوان نام سازمان انتخاب نمود و خود این مطلب نشان دهنده هدف این سازمان یعنی برابری و استانداردسازی فرهنگ‌هاست.
اولین تشکیلات مؤسسه استاندارد و تحقیقات صنعتی ایران با تصویب قانون اوزان و مقیاس‌ها در سال ۱۳۰۴ خورشیدی مطرح می‌شود. بعدها در سال ۱۳۳۲ به لحاظ ضرورت تعیین ویژگی‌ها و نظارت بر کیفیت کالاهای صادراتی و وارداتی، ایجاد تشکیلاتی رسمی مورد توجه قرار گرفت و هسته اولیه تشکیلات سازمانی مؤسسه استاندارد و تحقیقات صنعتی ایران به صورت اداره‌ای در اداره کل تجارت وقت شکل می‌گیرد. در سال ۱۳۳۹ با تصویب قانون تأسیس مؤسسه استاندارد و تحقیقات صنعتی، مؤسسه کار خود را در چارچوب هدف‌ها و مسئولیت‌های تعیین شده آغاز می‌کند و در همان سال به عضویت سازمان بین‌المللی استاندارد ISO درآمد.
در سال ۱۹۸۷ کمیته فنی ۱۷۶ سازمان بین‌المللی استاندارد (ISO/TC 176) سری استاندارد ISO 9000 را به جهانیان ارائه نمود. هدف از تدوین این سری از استاندارد، به وجود آوردن الگویی بین‌المللی برای پیاده‌سازی و استقرار سیستم‌های مدیریت و تضمین کیفیت بود که مورد استقبال فراوان در سطح دنیا قرار گرفت.
سیستم‌های مدیریت کیفیت به منظور ثبات سطح کیفیت تعریف شده و بهبود کیفیت از طریق اصلاح فرایندها در سازمان پیاده‌سازی می‌شود.
نسخه اولیه استاندارد ایزو ۹۰۰۱ در سال ۱۹۷۴ با توجه به استاندارد BS 5750 تدوین گردید و سپس در سال‌های ۱۹۷۴ و ۱۹۹۴ مورد تجدید نظر قرار گرفت. تغییرات اصلی در نسخه سوم ایزو ۹۰۰۱ در سال ۲۰۰۰ انجام گرفت و در سال ۲۰۰۸ رویکرد فرایندی و خلاصه کردن مستندات جزء عمده‌ترین تغییرات این استاندارد محسوب می‌شد. ویرایش پنجم این استاندارد در سپتامبر سال ۲۰۱۵ منتشر گردید. در ویرایش سال ۲۰۱۵ دیدگاه فرایند گرا همچنان مورد تأکید است و علاوه برآن نظریه‌های نوین مدیریتی از جمله نگاه به سازمان به عنوان یک سیستم باز و رویکردهای جدید از جمله مدیریت ریسک و مدریت دانش به آن اضافه شده است
استاندارد مدیریت کیفیت با تکیه بر اصول ۷ گانه شکل گرفته است:
1. مشتری محوری یا تمرکز بر مشتری Customer Focus
2. رهبری Leadership
3. مشارکت پرسنل engagement of people
4. رویکرد فرایندی Process Approach
5. بهبود Improvement
6. تصمیم‌گیری مبتنی بر شواهد evidence- based decision making
7. مدیریت ارتباطات relationships management

استاندارد ایزو ۹۰۰۱ برای هر سازمانی فارغ از نوع فعالیت و اندازه آن‌ها قابل اجراست. گواهی نامه ISO 9001 نشان می‌دهد که سازمان سیستم مدیریت کیفیتی منطبق برخاست و نیاز مشتری مستقر کرده است. یک سیستم با طراحی و اجرای خوب دارای فواید ذیل است:
. هدفمندی سیستم مدیریت کیفیت
. کنترل بهتر فرایندها
. افزایش بهره‌وری
. کاهش هزینه‌ها، ضایعات، مرجوعی‌ها و بهبود اطمینان از محصول ایجاد چهارچوبی برای بهبود مستمر هر فرایند، کنترل بهتر فرایندها